# Alligator River National Wildlife Refuge
Das Alligator River National Wildlife Refuge ist ein National Wildlife Refuge im Osten von North Carolina entlang der Atlantic Coast. Das Schutzgebiet umfasst eine Fläche von 152.000 acre (620 km²) und wurde am 14. März 1984 begründet mit dem Ziel ein einzigartiges Feuchtgebiet, das Pocosin, mit seinen charakteristischen Tierarten zu erhalten.
Das Reservat zieht Besucher aus aller Welt an aufgrund seines Rotwolf (Canis rufus)-Auswilderungsprogrammes (red wolf howling program). Im Gebiet liegt auch das Dare County Bombing Range (Navy Dare).

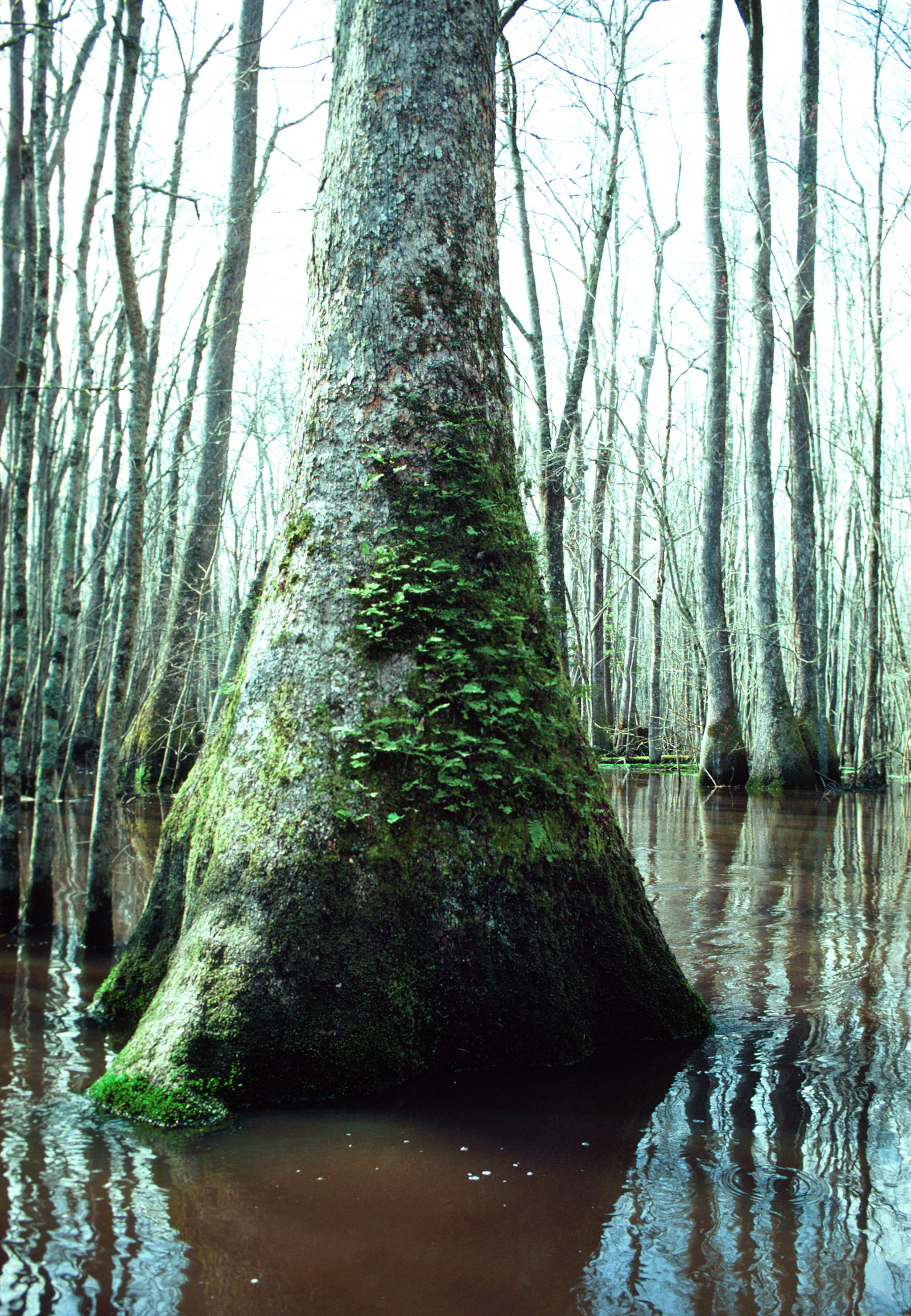
Schwarzer Tupelobaum im Alligator River National Wildlife Refuge.

## Geographie
Das Alligator River National Wildlife Refuge erstreckt sich auf 620 km² über die Festlandgebiete von Dare und Hyde County in North Carolina. Das Gebiet gehört zur weiten Küstenebene (North Carolina’s Coastal Plain).
Der Hauptteil des Schutzgebiets liegt zwischen Albemarle Sound im Norden mit dem tiefen Einschnitt des Alligator River im Westen mit dem Intracoastal Waterway, dem Croatan Sound im Osten und dem Pamlico Sound im Süden. Im Süden verläuft der Long Shoal River und es erstreckt sich „corporate farmland“. Am Ostrand des Croatan Sound schließt sich die Cape Hatteras National Seashore an. Im Westen erstrecken sich am Westufer des Alligator River weitere Schutzgebiete:
Palmetto Peartree Reserve, Buckridge Coastal Reserve und im Süden Mattamusket National Wildlife Refuge, sowie Gull Rock Game Lands.
Weiter im Westen liegt das große Pocosin Lakes National Wildlife Refuge.
Das Schutzgebiet selbst erstreckt sich über ca. 28 mi (45 km) von Nord nach Süden und über 15 mi (24 km) von Ost nach West. Die 4,5 km (2,8 mi) lange Lindsay C. Warren Bridge bildet den Anschluss an die Straßen im Westen. Das Pea Island National Wildlife Refuge gehört direkt zum Schutzgebiet. Dem Alligator River Manager ist auch die Leitung der Schutzgebiete Mackay Island, Currituck und Pocosin Lakes National Wildlife Refuge unterstellt.

## Bedeutung
Das Schutzgebiet dient als Zugang zu den anderen östlichen Schutzgebieten in North Carolina und soll Besucher anregen auch weiter ins Hinterland vorzudringen, wo Landkreise liegen, die wirtschaftlich schlechter gestellt sind.

## Natur

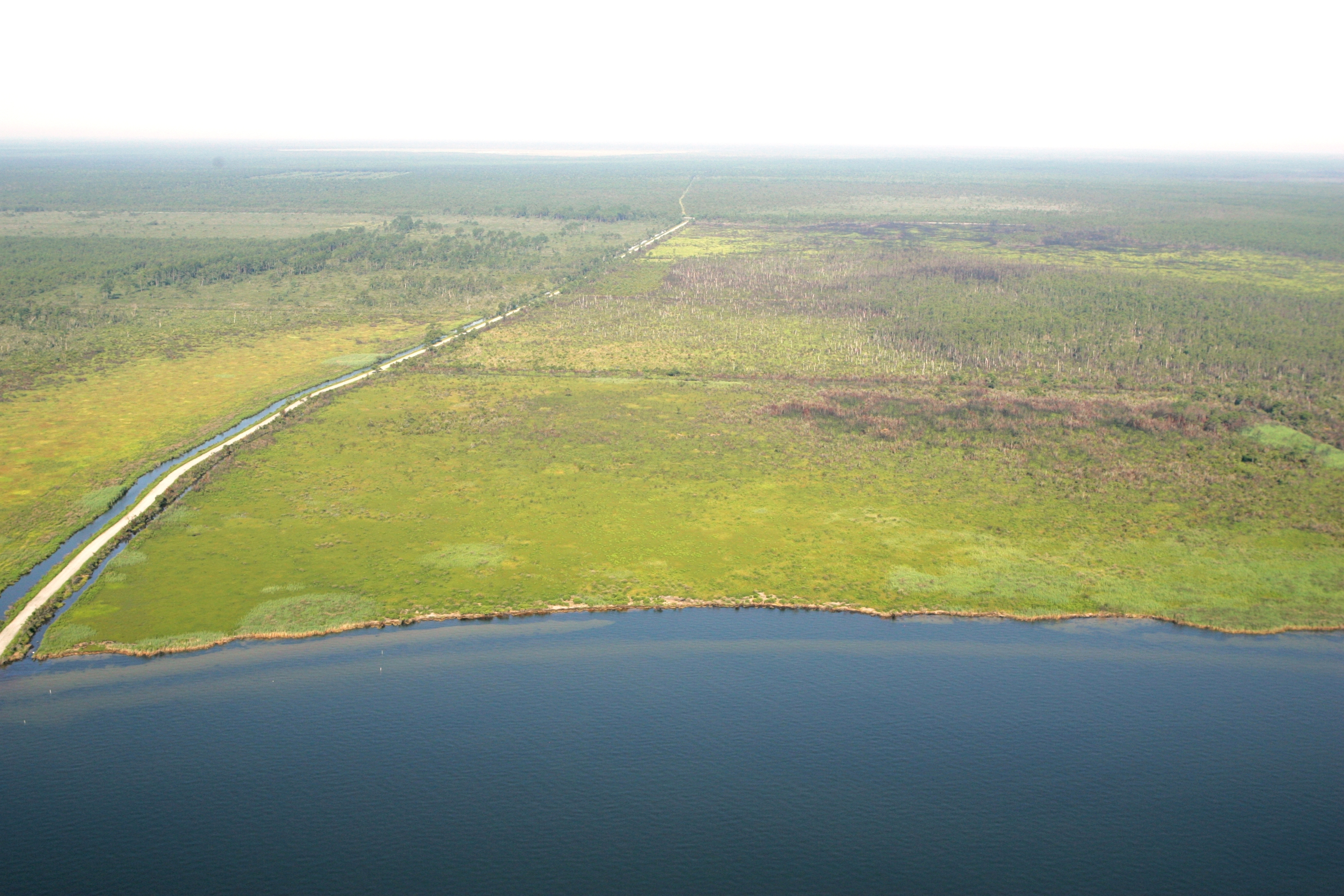
Küstenebene im Schutzgebiet (Point Peter).

Das Gebiet bietet zahlreiche Habitate mit den verschiedensten Bedingungen. Besonders hervorzuheben sind high und low pocosin, Moore, Süß- und Brackwasser-Marschland, Hartholzauen, Sümpfe und Zypressensümpfe. Es gibt bedeutende Vorkommen von Schlauchpflanzen und Sonnentau, Zwergstrauch-Gesellschaften mit Preiselbeere, Redbay, Weißer Scheinzypresse, Pond Pine, Amerikanischem Amberbaum (American sweetgum), Rot-Ahorn und zahlreichen Kräutern und Zwergsträuchern der amerikanischen Ostküste.
Das Schutzgebiet ist auch ein wichtiges Rückzugsgebiet für den Amerikanischen Schwarzbären, sowie für Mississippi-Alligator, Weißwedelhirsch, Waschbär, Baumwollschwanzkaninchen, Nordamerikanischen Fischotter und Rotwolf.
Zudem gibt es eine Vielzahl an Vögeln: Enten, Gänse, Schwäne, Watvögel, Greifvögel, Schnepfen (American woodcock),   Virginiawachtel, Kokardenspecht, und Zugvögel.

## Schutzziele
Das Schutzgebiet soll den einzigartigen Feuchtgebietstyp und die damit verbundenen Tier- und Pflanzenarten schützen. Leitarten sind dabei Rotwölfe, Kokardenspecht und Alligator. Außerdem soll es ein geschütztes Habitat und Überwachungsgebiet für Wasservögel und Zugvögel bieten.
Wichtig dabei ist die Wiederherstellung des historischen Wasserstands im Schutzgebiet durch Schließung der menschengemachten Entwässerungskanäle. Damit wird auch die Brandgefahr reduziert.
Im Schutzgebiet werden zusätzlich dem Menschen zahlreiche Freizeitmöglichkeiten geboten: Jagen, Angeln, Naturbeobachtung und Umwelterziehung.

## Verwaltung
Das Schutzgebiet wird durch 33 Mitarbeiter betreut (14 Mitarbeiter für Alligator River und für Pea Island National Wildlife Refuge, 7 Red Wolf Recovery, 8 Feuerwehr und 4 zeitweilige Mitarbeiter). 42.000 Besucher werden jährlich verzeichnet.
Das Budget des Schutzgebiets (FY 2003) beläuft sich auf 3,9 Mio. Dollar.